# Craven Cottage
Craven Cottage là một sân vận động thể thao ở Hammersmith và khu vực Fulham ở thủ đô Luân Đôn, nước Anh và là sân nhà của câu lạc bộ Fulham F.C. từ năm 1896. Sức chứa của sân đã được tăng lên 25.500 sau những lần sửa. Số lượng khán giả đông nhất từng đến sân là 25.661 trong trận thua 0-1 trước Liverpool vào thứ bảy 4 tháng 4 năm 2009.
Sân nằm cạnh công viên Bishops trên bờ sông Thames. "Crave Cottage" ban đầu là một nhà nghỉ hoàng gia của những người đi săn và có lịch sử khoảng 300 năm. Sân được sử dụng bởi đội tuyển Úc và đội tuyển Ireland trong một số trận giao hữu nhờ vào số dân đông đúc sống ở Anh (chủ yếu ở London).